# Плеть

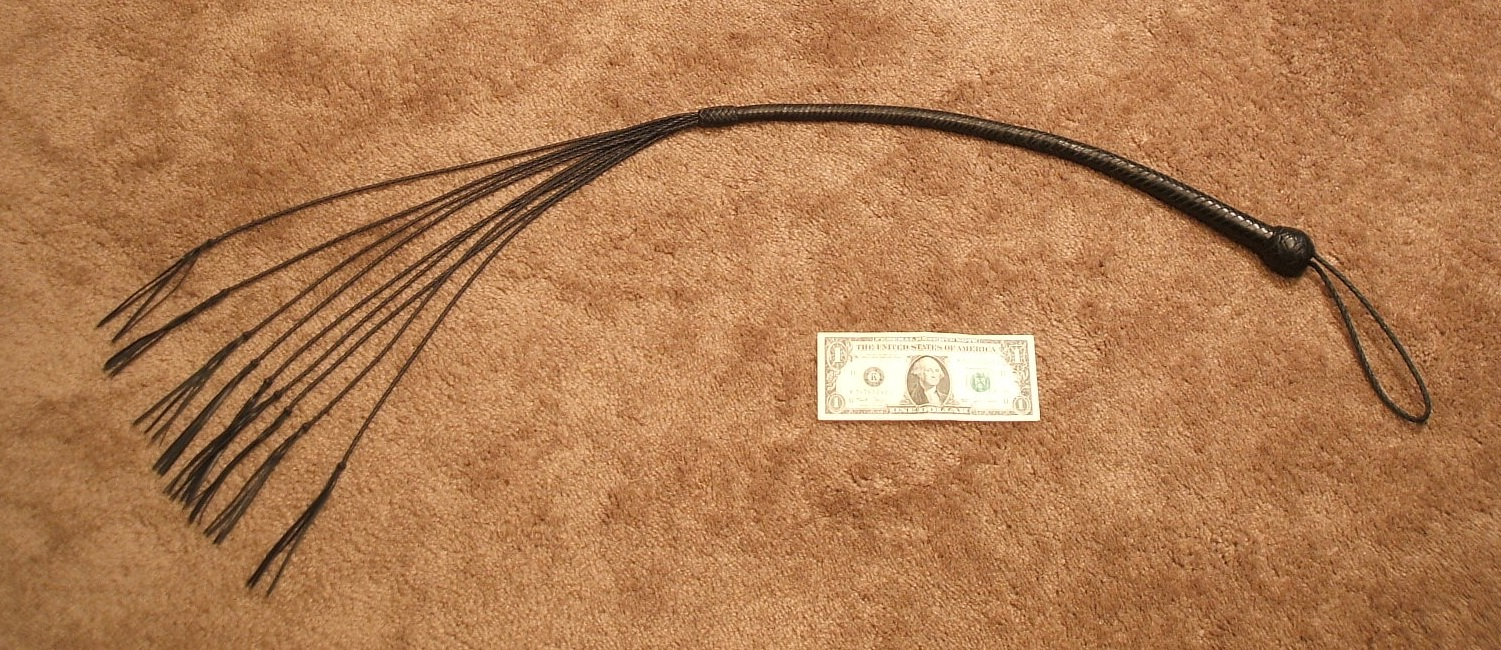
Кожаная плеть-девятихвостка («кошка»). Банкнота приведена для сравнения размеров.

Плеть (также плётка) — инструмент, представляющий собой верёвки или ремни, соединённые на рукоятке. Обычно представляет собой несколько или один (чаще всего — от двух до девяти) плетёный «хвост» из кожи или другого материала, объединённых рукоятью.
Исторически является весьма древним инструментом и не имеет одной ярко выраженной области применения. На протяжении истории человечества различные виды плетей использовались и продолжают использоваться в работе пастухами, в ряде случаев применяются всадниками для управления лошадьми, а также для осуществления различных телесных наказаний. При определённых обстоятельствах плеть может являться оружием.

## Устройство и технология изготовления
Плеть представляет собой сплетённую из пенькового троса плётку, имеющую от семи до тринадцати косичек, чаще – девять. В классической «кошке» каждая из косичек заканчивалась так называемым «кровавым» узлом, на котором было от двух до девяти шлагов. «Кошки» подразделялись на простые и более тяжёлые «воровские» — ими обычно пороли за кражи.

## Плеть, как орудие телесного наказания
Плети были известны уже в Древнем Риме, где порка ими (лат. flagellorum castigatio) было наказанием для рабов. Плети делались из ремней с узлами и/или свинцовыми шариками; существовали и особые плети (flagella talaria), в которые ввязывались острые бараньи кости — наказание ими могло быть смертельно. В древних Афинах для рабов существовала особая четырёххвостая плеть из воловьих жил, хвосты которой при ударе достигали груди.

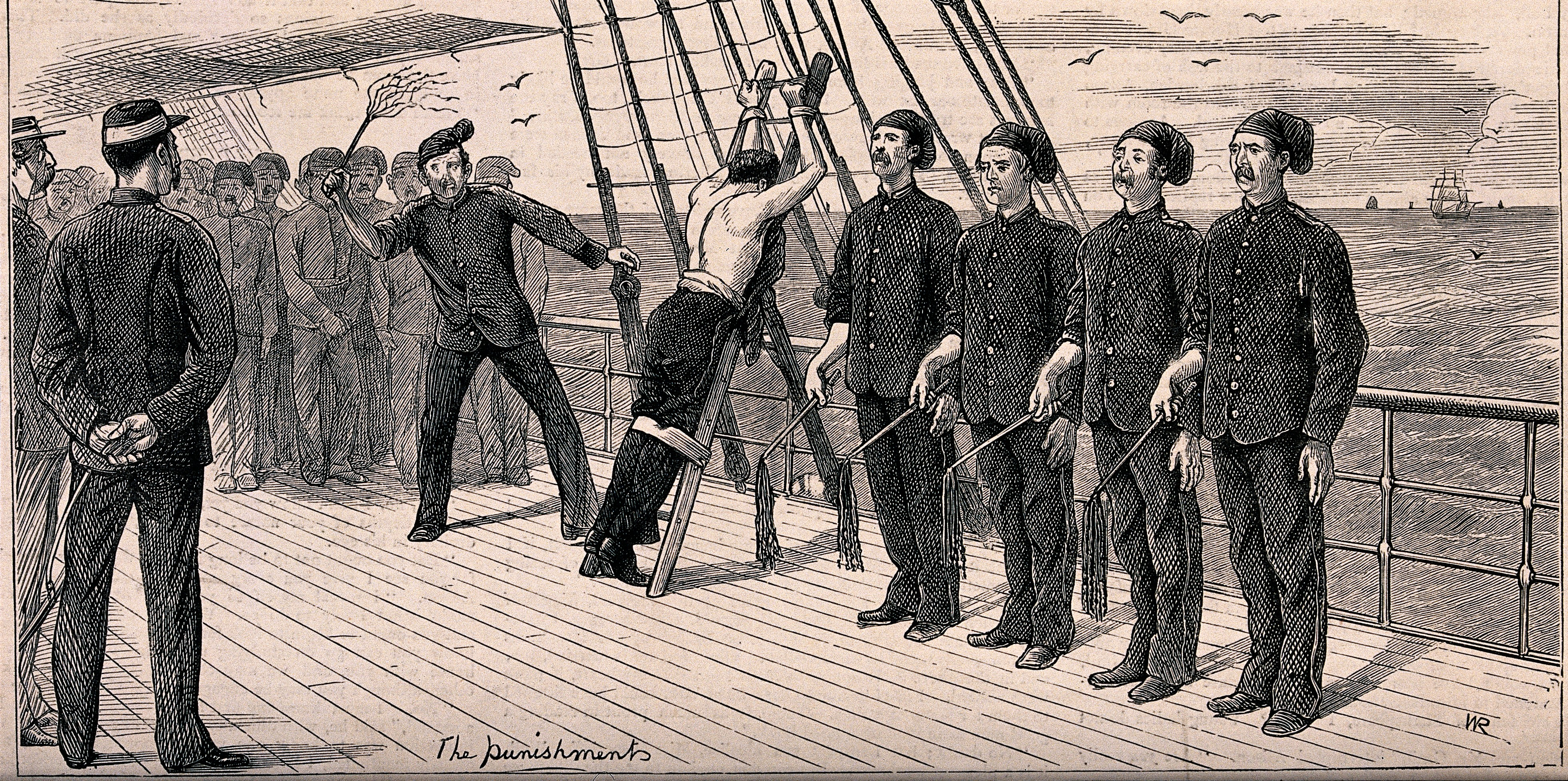
Наказание «кошкой» на британском флоте

На британском флоте применялась плеть-девятихвостка, называемая «кошкой».

### В России
В России плети состояли из короткой деревянной рукоятки и плетива в палец толщиной, состоявшего из кожаных ремешков; до 1839 года они заканчивались двумя хвостами, а после стали трёххвостыми.
В XVII веке плети приобрели огромное значение среди духовенства: духовные суды назначали их в своих приговорах, духовное начальство пользовалось ими как дисциплинарным средством, носившим название «монастырского смирения»; духовные суды назначали наказание плетьми за те преступления, которые светскими властями карались кнутом: плети назначались не только для духовных лиц, но и для светских, подсудных церковному суду; плети служили взысканием и для мелких светских чиновников в духовных установлениях за служебные провинности. Число ударов плетью определялось в общих выражениях: нещадно, жестоко, немилостиво.
Плеть имела значение и в домашнем быту: по Домострою она — обычное орудие для домашнего наказания. Коллинс рассказывает, что жених в день свадьбы кладёт плётку в свой сапог как символ своей власти над супругой.
Плети употреблялись для наказания крепостных, а также для наиболее строгих наказаний в учебных заведениях, особенно духовных; также их употребляла полиция для суммарной расправы; наконец, наказание плетьми составляло высшее дисциплинарное взыскание по уставу Санкт-Петербургского рабочего дома.
В начале XVIII века плети появляются в практике светских судов и в законодательных актах и постепенно играют всё более и более важную роль, а по Уложению о наказаниях 1845 года делаются самым тяжким наказанием. Плети служили как замена кнута, с одной стороны, когда кнут оказывался слишком строгой карой, а с другой — с практической целью: так как наказанных кнутом нельзя было отдавать в военную службу, то последовал ряд указов, повелевающих годных в военную службу бить плетьми вместо кнута и отдавать в солдаты, а негодных — бить кнутом и ссылать.
Поскольку как плети заменяли собою кнут, наказание ими совершалось на кобыле, всенародно, рукой палача. Битьё плетьми разделялось на простое и нещадное; оно назначалось и как самостоятельное наказание, и в соединении с другими (ссылкой в Сибирь, в монастырь, отдача на военную службу). Плетьми наказывались государственные преступники (тайной канцелярией), участники в Лопухинском деле, в Пугачёвском бунте, в чумном бунте (те, кто не был уличён в убийствах), бунтовавшие крепостные и фабричные рабочие, убийцы при особенно смягчающих обстоятельствах, несовершеннолетние — за важные преступления.
Мало-помалу плети становятся обычным наказанием (вместо кнута) за менее значительные имущественные преступления:
- по указу 1781 года наказанием за кражи до 20 рублей, даже при повторении, служат несколько ударов плетьми и заключение в рабочий дом;
- в 1799 году учинивших кражу от 20 рублей и выше предписано наказывать плетьми и годных отдавать в рекруты, а негодных ссылать на поселение.

Наряду с производившимся публично, рукой палача, уголовным наказанием плетьми, которое начинает рассматриваться как наказание позорящее и делающее невозможной отдачу наказанного в военную службу, в начале XIX века порка плетьми начинает применяться в качестве исправительного полицейского наказания, исполнявшегося полицейскими служителями не публично; в 1820 году присуждённых за кражу к отдаче в военную службу было велено пороть плетьми нижним полицейским чинам, а не палачам. По Своду законов 1832 года публичное наказание плетьми через палача и ссылка назначались в 29 случаях (подделка высочайших грамот, не повлёкшая важного вреда; контрабанда; кровосмешение; скотоложество и т.п.).
Плетьми наказывались ссыльнокаторжные и поселенцы, пойманные при попытке побега, а также уличённые в его подготовке и других преступлениях, упоминашихся как в Своде, так и в указах 1840 и 1851 годов. Исправительное наказание плетьми было сохранено и в Своде: оно сопровождалось отдачей в солдаты (при неспособности к службе ссылкой на поселение), отдачей в арестантские роты, в рабочие и смирительные дома или возвращением на прежнее место жительства; кроме того, наказание плетьми полагалось за легкомысленное богохуление, укрывательство беглых, мошенничество, кражу и др.; за маловажные вины назначалось наказание плёткой через одежду.
По Уложению 1845 года, отменившему наказание кнутом, порка плетьми сделалась высшим телесным наказанием и назначалась в количестве 80—100 ударов при каторжных работах и 10—30 ударов при ссылке на поселение; тогда же плети были отменены в качестве полицейского взыскания. Всего плети упоминаются в 134 статьях Уложения.
В 1863 году плети были исключены из лестницы наказаний. Действовавшее на начало XX века право сохраняло плети в количестве до 100 ударов как наказание для ссыльнокаторжных и ссыльнопоселенцев мужского пола.